# 捷克鑄幣廠
捷克鑄幣廠（捷克語：Česká mincovna）是捷克共和國的鑄幣廠，負責生產捷克克朗的硬幣。捷克鑄幣廠成立於1992年，誕生在捷克斯洛伐克解體之後。